# خی مار
خی مار یک ستاره است که در صورت فلکی مار قرار دارد.